# Mohamed Elmoutaoikil
Mohamed Elmoutaoikil (in arabo محمد المتوكل‎?; Assa, 10 ottobre 1966) è un attivista saharawi per i diritti umani nel Sahara Occidentale.

## Biografia
Attualmente è incarcerato nella Prigione nera di El Aaiún dopo essere stato arrestato nel 2005 dopo una manifestazione durante la Intifada nonviolenta dove fu ferito fra gli altri con Aminatou Haidar, non si è ancora ripreso dalle ferite. Fu incarcerato e detenuto per la prima volta per un anno dopo aver partecipato a dimostrazioni a favore dei Saharawi nella città natale di Assa. Da allora fu arrestato numerose volte. È sposato e padre di tre figli: Iman, Intissar e Ali Salem. Al tempo del primo arresto era segretario generale della municipalità di Assa e nel 2001 ricopriva il medesimo ruolo a Ben Msik vicino a Casablanca.
È membro fondatore, il 26 agosto 2000, della sezione Saharawi del movimento Verità e Giustizia. Del movimento ha fatto parte dell'ufficio esecutivo fino allo scioglimento dello stesso. Ha fatto parte del comitato coordinatore della campagna internazionale per la liberazione di Aminatou Haidar e degli altri prigionieri politici e di opinione Saharawi. È stato presidente del comitato che chiedeva la libertà di passaporto per Ali Salem Tamek.
Negli ultimi anni ha svolto un importante ruolo di portavoce per conto dei Saharawi in Marocco rilasciando interviste a giornali locali e internazionali. In questo ruolo ha partecipato ad incontri pubblici a Rabat e Casablanca organizzati da Amnesty International, IRCT e FIDH. Come Verità e Giustizia ha organizzato incontri pubblici in più città del Marocco. Ha partecipato al processo simbolico contro i torturatori organizzato dall'AMDH (Associazione marocchina dei Diritti Umani) nel luglio 2005..
Il 14 dicembre 2005 Elmoutaoikil fu condannato a 10 mesi di prigione nel processo svoltosi a
El Aaiún di fronte ad una corte marocchina. Il processo coinvolse 14 attivisti Saharawi. Prima del processo, Amnesty International and Human Rights Watch espresso preoccupazioni verso un processo da loro non ritenuto equo.
Dopo il processo Amnesty riprese le forti critiche e considerò i processati come prigionieri di coscienza.